# Аппендикс человека
Аппе́ндикс челове́ка (от лат. appendix vermiformis), также червеобра́зный отро́сток — придаток слепой кишки. Представляет собой слепо заканчивающееся трубчатое образование, просвет которого соединяется с просветом слепой кишки.
Воспаление червеобразного отростка называется аппендицитом. 
Термин «аппендикс» является часто употребляемым, однако нужно учитывать, что, в зависимости от контекста, под этим термином анатом может понимать любой отросток.

## Анатомия
В среднем длина червеобразного отростка у взрослого человека составляет около 10 см, но может варьировать в пределах от 2 до 20 см, по данным книги рекордов Гиннесса, самый большой аппендикс (из удалённых хирургическим путём) составлял 23,6 см. Диаметр нормального аппендикса, как правило, не превышает 1 см.
Во всю длину имеет канал, который открывается в просвет слепой кишки. В этом месте имеется заслонка в виде складки (заслонка Герлаха).
Варианты положения аппендикса:
1. Нисходящее — отросток опускается в малый таз, где граничит с мочевым пузырём, маткой, её придатками; чаще других бывает вовлечён в грыжу.
2. Внутреннее (медиальное) — отросток находится в толще петель кишечника, при гнойных осложнениях наиболее часто возникают перитонит и спаечная болезнь.
3. Переднее — граничит с передней брюшной стенкой. Частым осложнением является образование спаек.
4. Наружное (латеральное) — отросток находится в правом боковом канале. Часто такой аппендицит бывает хроническим.
5. Подпечёночное — отросток под печенью или около стенки желчного пузыря.
6. Заднее (ретроцекальное) — разделяют на внутрибрюшинное и внебрюшинное.
7. Внутриорганное (интрамуральное) — отросток находится в стенке слепой кишки.
8. Левосторонее — при трансположении органов.

## Развитие
В развитии червеобразного отростка (аппендикса) плода человека можно выделить два основных периода. Первый период (8—12 нед.) характеризуется отсутствием лимфоидных узелков, формированием однослойного столбчатого эпителия на поверхности и в криптах, появлением эндокриноцитов и началом заселения лимфоцитами собственной пластинки слизистой оболочки. Для второго периода (17—31-я нед. развития) характерны интенсивное развитие лимфоидной ткани и лимфоидных узелков без светлых центров, образование куполов над узелками. Эпителий, покрывающий купол, однослойный кубический, иногда плоский, инфильтрирован лимфоцитами. Вокруг зоны купола расположены высокие складки слизистой оболочки. На дне крипт дифференцируются экзокриноциты с ацидофильными гранулами. В процессе развития аппендикс заселяется как Т-лимфоцитами, так и В-лимфоцитами. Завершение основных морфогенетических процессов отмечается к 40-й нед. внутриутробного развития, когда число лимфоидных узелков в органе достигает 70, количество эндокриноцитов максимально (среди них преобладают ЕС- и S-клетки).

## Гистология
Для этого органа характерны большие скопления лимфоидной ткани. Червеобразный отросток имеет просвет  треугольной формы у детей и круглой — у взрослых. С годами этот просвет может исчезать, зарастая соединительной тканью.
Слизистая оболочка червеобразного отростка имеет кишечные железы (крипты), покрытые однослойным столбчатым эпителием, в составе которого встречаются бокаловидные клетки, М-клетки и энтероэндокриноциты. На дне кишечных крипт чаще, чем в других отделах толстой кишки, встречаются экзокриноциты с ацидофильными гранулами (клетки Панета). Здесь же располагаются недифференцированные (камбиальные) эпителиоциты и эндокринные клетки, причем их здесь больше, чем в криптах тонкой кишки (в среднем в каждой около пяти клеток). 
Собственная пластинка слизистой оболочки без резкой границы (вследствие слабого развития мышечной пластинки слизистой оболочки) переходит в подслизистую основу. В собственной пластинке и в подслизистой основе располагаются многочисленные крупные местами сливающиеся скопления лимфоидной ткани. При попадании инфекции в просвет отростка наступают изменения строения его стенки. В лимфоидных узелках возникают крупные светлые центры, лимфоциты инфильтрируют соединительную ткань собственной пластинки, и часть их проходит через эпителий в просвет червеобразного отростка. В этих случаях в просвете отростка можно видеть слущенные эпителиоциты и скопления погибших лимфоцитов. В подслизистой основе располагаются кровеносные сосуды и нервное подслизистое сплетение.
Мышечная оболочка имеет два слоя: внутренний — циркулярный (круговой) и наружный — продольный. Продольный мышечный слой отростка сплошной, в отличие от соответствующего слоя ободочной кишки. 
Снаружи отросток обычно покрыт серозной оболочкой, которая образует и собственную брыжейку отростка.

## Функция
Аппендикс человека является рудиментарным органом, поскольку в процессе эволюции утратил свою первоначальную функцию — пищеварительную, однако у человека он выполняет ряд второстепенных функций:
- защитную (благодаря наличию большого количества лимфоидных образований);
- секреторную (продуцирует амилазу и липазу)[2];

## Возможные второстепенные функции
К числу функций, которые предполагаются у червеобразного отростка, относятся: пищеварительная («инкубатор» для бактерий, участвующих в переваривании определённых компонентов пищи, в том числе клетчатки), эндокринная, иммунная.

## Использование в реконструктивной хирургии
Червеобразный отросток применяют в качестве материала при реконструктивных операциях на органах мочеполовой системы.

Возможные варианты и вероятности расположения
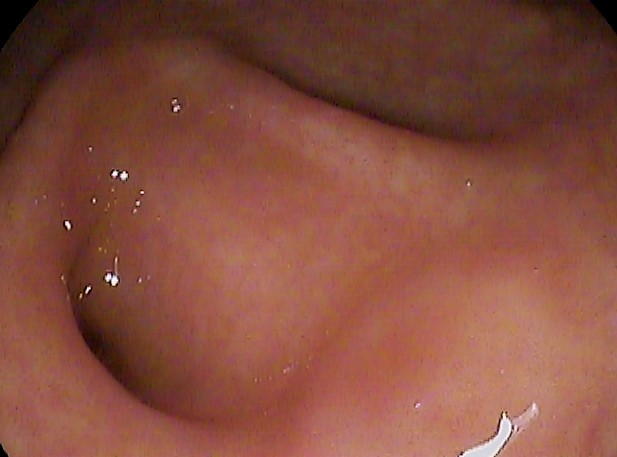
Устье червееобразного отростка (лат. ostium appendicis vermiformis) в просвете слепой кишки при колоноскопии
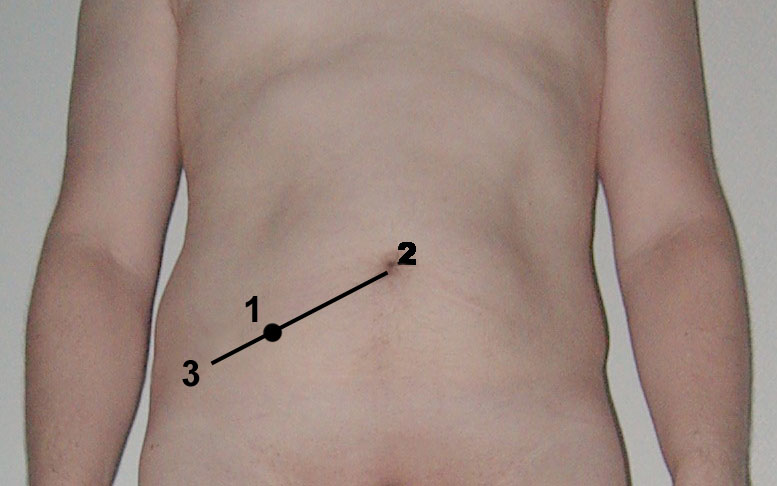
Точка Мак-Бурнея — проекция на поверхности тела основания аппендикса (1/3 линии между передней верхней подвздошной остью правой подвздошной кости и пупком)
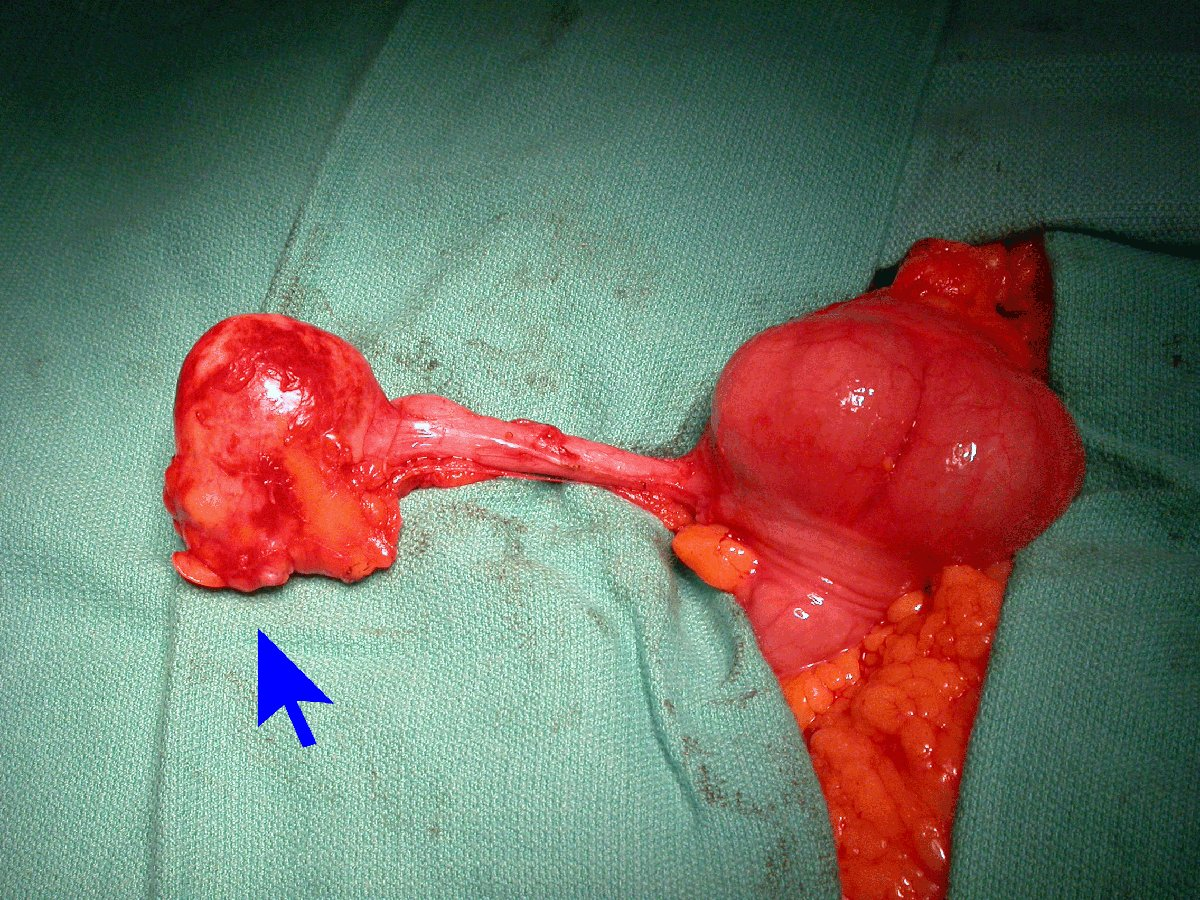
Стрелкой показано новообразование червееобразного отростка (выведен наружу в операционном поле)